# Estádio Friuli

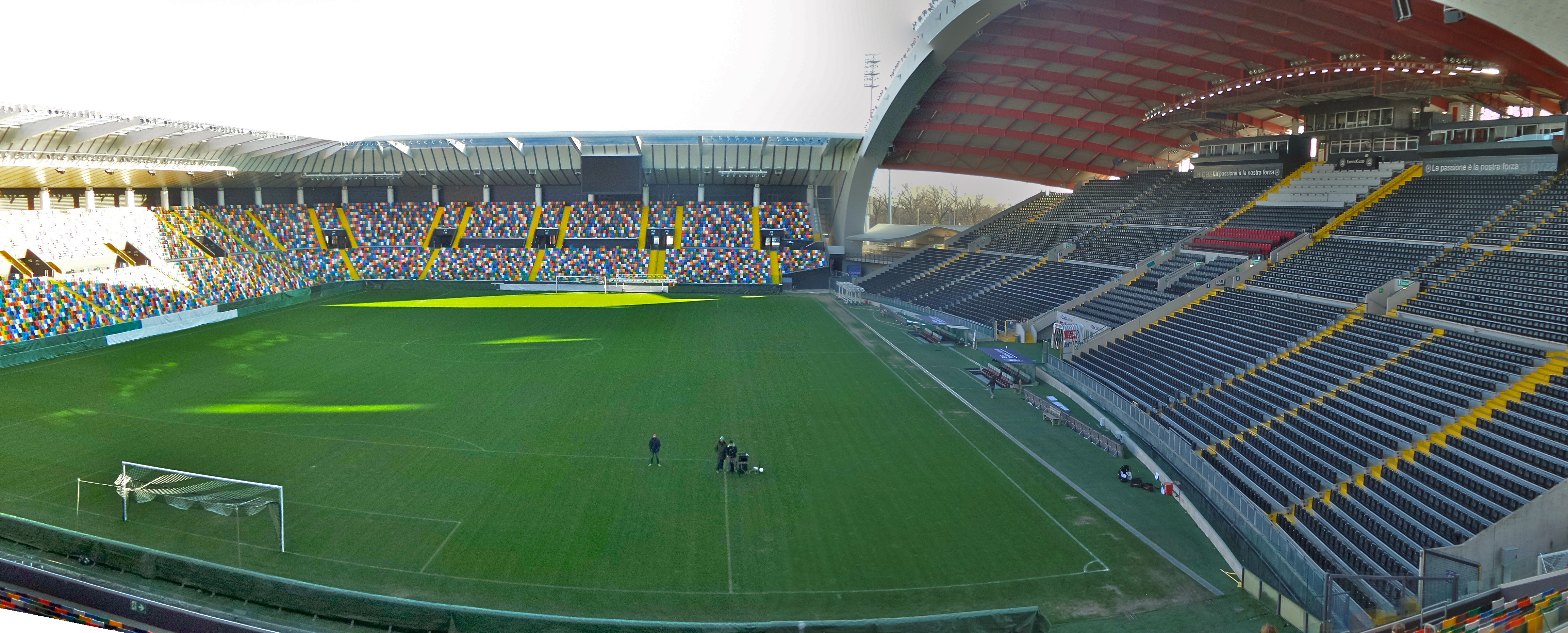
Imagem anterior a reforma

O Estádio Friuli (Stadio Friuli em italiano) é um estádio localizado em Udine, na Itália. É a casa da Udinese, tradicional equipe do futebol italiano.
Inaugurado em 1976, tem capacidade para pouco mais de 25.000 torcedores, e é de propriedade da Comune (Prefeitura) de Udine.

## Partidas da Copa do Mundo de 1990
| Data        | Hora (UTC+2) | 1ª equipe     | Placar | 2ª equipe     | Fase    | Público |
| ----------- | ------------ | ------------- | ------ | ------------- | ------- | ------- |
| 13 de junho | 17:00        | Uruguai       | 0–0    | Espanha       | Grupo E | 35 713  |
| 17 de junho | 21:00        | Espanha       | 3–1    | Coreia do Sul | Grupo E | 32 733  |
| 21 de junho | 17:00        | Coreia do Sul | 0–1    | Uruguai       | Grupo E | 29 039  |